# Матеріали з антропології України
«Матеріали з антропології України» — 1) неперіодичне видання Інституту мистецтвознавства, фольклору та етнографії АН УРСР (з 1964 — Інститут мистецтвознавства, фольклору та етнографії ім. М.Рильського АН УРСР (див. Інститут мистецтвознавства, фольклористики та етнології імені М. Т. Рильського НАН України); відп. редактор І.Підоплічко). Вийшло з друку 6 випусків (Київ, 1960–72). У виданні публікувалися статті з проблем теорії та методики антропологічних досліджень, етнічної антропології давнього і сучасного населення України (В.Дяченко, Г.Зіневич, С.Круц, І.Кухтенко та ін.), прикладної і фізіологічної антропології (Л.Волков), антропогенезу (Є.Данілова), розвідки про антропологічні та археологічні дослідження в ін. регіонах СРСР;
2) під такою самою назвою рос. мовою (1930–50) у Харкові виходив друком часопис під редагуванням проф. Л.Ніколаєва. У ньому на підставі антропометричних досліджень різних соціальних верств населення Лівобережної України пропонувалося впровадження науково обґрунтованих стандартів одягу.